# Ivar I
Ivar (en gaèlic irlandès: Ímar; en nòrdic antic: Ivarr) va ser un cabdill nòrdic-gaèlic d'Irlanda i nord d'Anglaterra, l'activitat vikinga es registra al llarg de vint anys i va governar el regne de Dublín considerant-se el primer referent de la dinastia Uí Ímair. Morí l'any 873. S'ha intentat identificar amb Ivar el Desossat, fill del llegendari Ragnar Lodbrok. Segons els Annals fragmentaris d'Irlanda l'origen d'Ivar és desconegut, encara que esmenten dos germans, Amlaíb Conung i Auisle, hipotèticament fills de Gofraid de Lochlann.
Els Annals d'Ulster citen que l'any 857 Ivar i el seu germà Amlaíb Conung derroten un dels seus competidors a  Munster, Caittil identificat sense certesa amb Ketil Nas Xata que encapçalava un contingent de vikings noruecs i irlandesos.
Chronicon Scotorum afirma que a l'any següent Ivar s'involucra en les disputes entre les dinasties governants irlandeses, aliant-se amb Cerball mac Dúnlainge del regne d'Osraige i esclafant als Cenél Conaill.
Dos anys més tard el 863, Ivar i Amlaíb Conung condueixen un gran exèrcit per combatre les forces del regne de Mide. Després de consumar l'aliança amb Auisle i Lórcan mac Cathail rei de Mide, devasten el regne de Conaing mac Flainn, rei de Brega.
Novament els Annals d'Ulster el 870, citen a Ivar acompanyat novament Amlaíb Conung quan van posar setge a Dumbarton capital del regne de Strathclyde, i portar a Dublín esclaus captius anglesos, britans i pictes. El Chronicon i d'altres fonts, tanmateix, no esmenten els pictes, el que va poder significar una aliança tàcita amb Kenneth I d'Escòcia.
Amlaíb Conung desapareix dels annals i Ivar apareix en solitari en la Crònica d'Irlanda fins a la seva mort el 873.
Sichfrith Ivarsson, assassinat pel seu germà Sigtrygg Ivarsson, que alhora va ser enderrocat per altres vikings liderats per Jarl Sichfrith.